# Collet del Soler (Bertí)
El Collet del Soler és una collada situada a 816,4 metres d'altitud. Està situat en el terme municipal de Sant Quirze Safaja, de la comarca del Moianès.
Està situat al nord-est del lloc on hi ha les restes de la masia del Soler de Bertí, a l'extrem sud-occidental del Serrat del Soler, en un lloc que actualment ha quedat allunyat dels camins de pas habitual.